# دبورا بلاندو
دبورا سالواتریس بلاندو (زاده ۳ مارس ۱۹۶۹) خواننده، ترانه‌سرا و تهیه‌کننده ایتالیایی- برزیلی است. او با فروش بیش از ۶ میلیون آلبوم در سراسر جهان، یکی از موفقترین هنرمندان موسیقی پاپ برزیلی به‌شمار می‌رود. او که از او به عنوان «ملکه موسیقی متن» یاد می‌شود، رکورد بیشترین آهنگ‌ها در موسیقی متن سریال‌های شبکه رده گلوبو را دارد. بلاندو علاوه بر پرتغالی به انگلیسی و ایتالیایی نیز آواز خوانده و در سال ۱۹۹۲ با تصنیف پاپ «بی گناهی» در اروپا شناخته شد.
او در طول زندگی حرفه ای خود با چندین ترانه‌سرا و تهیه‌کننده مشهور جهان از جمله دیوید فاستر، پاتریک لئونارد، آندرس لوین، کاموس سلی، کارل استورکن و ایوان راجرز همکاری داشته‌است.

## آهنگ‌شناسی

### آلبوم‌ها
| سال  | عنوان          | جزئیات آلبوم                                          | گواهینامه‌ها          |
| ---- | -------------- | ----------------------------------------------------- | -------------------- |
| ۱۹۹۱ | داستانی متفاوت | - اکران: ۱۹ نوامبر ۱۹۹۱ - فرمت: LP ; نوار کاست؛ سی دی |                      |
| ۱۹۹۷ | فقط            | - اکران: ۱۹ ژانویه ۱۹۹۷ - فرمت: کاست؛ سی دی           | PMB: طلا             |
| ۱۹۹۸ | دبورا بلاندو   | - اکران: ۱۶ آوریل ۱۹۹۸ - فرمت: کاست؛ سی دی            | خبرگزاری فرانسه: طلا |
| ۲۰۰۰ | سالواتریس      | - ۲۲ اوت ۲۰۰۰ - فرمت: سی دی                           |                      |
| ۲۰۱۳ | در چشم شما     | - انتشار: مارس ۲۰۱۳ - فرمت: سی دی                     |                      |
| ۲۰۲۰ | قطبی‌ها         | - انتشار: ۱۷ ژوئیه ۲۰۲۰ - دانلود دیجیتال              |                      |

### بهترین آلبوم‌ها
| سال  | آلبوم                                          | حراجی |
| ---- | ---------------------------------------------- | ----- |
| ۲۰۰۲ | نوری که چشم را روشن می‌کند - ۱۰ مه ۲۰۰۲ - سی دی | ۵۰۰۰۰ |

### تک آهنگها
| سال  | تنها                                                             | آلبوم                      |
| ---- | ---------------------------------------------------------------- | -------------------------- |
| 1991 | "پسر (چرا می‌خواهی من را آبی کنی)"                                | داستانی متفاوت             |
| 1992 | "بی گناهی" (AUS #31)                                             | داستانی متفاوت             |
| 1992 | "انحطاط با ظرافت"                                                | داستانی متفاوت             |
| 1993 | "یک ماچا"                                                        | داستانی متفاوت - نسخه ویژه |
| 1993 | "مری-گو-گرد"                                                     | داستانی متفاوت - نسخه ویژه |
| 1994 | "کاشف ۷ دریا"                                                    | تم تجاری کوکاکولا          |
| 1995 | "نانیتا"                                                         | نرم نرم                    |
| 1995 | "کوه مالا ویدا"                                                  | نرم نرم                    |
| 1996 | "یونیکامنت"                                                      | فقط                        |
| 1997 | "گاتا"                                                           | فقط                        |
| 1997 | "التیما استوریا"                                                 | فقط                        |
| 1998 | "فقط خورشید (من عاشق نیستم)"                                     | دبورا بلاندو               |
| 1998 | "آگویاس"                                                         | دبورا بلاندو               |
| 1999 | "دروغ‌های خود"                                                    | دبورا بلاندو               |
| 2000 | «زیمی سو»                                                        | سالواتریس                  |
| 2000 | "بدون تو"                                                        | سالواتریس                  |
| 2001 | "همراه با رویای تو (جایی که رویا شما را می‌برد)"                  | آتلانتیس: موسیقی متن       |
| 2002 | "نوری که چشم را روشن می‌کند (کوچیولی)"                            | نوری که چشم را روشن می‌کند  |
| 2002 | "وقتی هیچی نمیگی"(عشق به جای ما صحبت می‌کند)" (چاق. رونان کیتینگ) | بوسه خون‌آشام               |
| 2003 | "شکلات با فلفل"                                                  | شکلات با فلفل: ملی         |
| 2007 | "کنتراتو آسینادو"                                                | هفت سین: ملی               |
| 2008 | "هر دقیقه"                                                       | قطبی‌ها                     |
| 2012 | "آنجو"                                                           | در چشم شما                 |
| 2012 | "در چشمان تو" (شاهکار آنتونیو یودی)                              | در چشم شما                 |

### موسیقی متن
| آنو  | آهنگ                                                      | آلبوم                               |
| ---- | --------------------------------------------------------- | ----------------------------------- |
| 1991 | " پسر (چرا میخوای منو آبی کنی) "                          | خون‌آشام                             |
| 1991 | " پسر (چرا میخوای منو آبی کنی) "                          | موضوع تجاری کوکا کولا               |
| 1992 | "باطل"                                                    | پرگوساس پرگوس                       |
| 1992 | "دکادنس مع اِلیگانس"                                       | خدایا کمکمان کن                     |
| 1993 | "یک ماچان"                                                | او نقشه دا مینا                     |
| 1993 | "مرد خوشگل"                                               | اوله اوله                           |
| 1994 | "او کشفگر دو سته مارز"                                    | موضوع تجاری کوکا کولا               |
| 1997 | "تنها"                                                    | یک اندومادا                         |
| 1997 | "گات"                                                     | مالاتاسیون                          |
| 1998 | "سومنت او سول"                                            | کورپو دورادو                        |
| 2000 | "پروپیاس منتراس"                                          | لاکوسیوس دی فامیلیا                 |
| 2001 | "جونو کام تو سونهو"                                       | آتلانتیس: او رینو پریدو             |
| 2001 | "سیمیسای"                                                 | رودا دا ویدا                        |
| 2001 | "سیمیسای"                                                 | "کوسا پاپ استار"                    |
| 2002 | "روشمی که در او روشن می‌شود"                               | "او بیجوو دو خون آشام"              |
| 2002 | "وقتی هیچ چیزی نمیگی" (رونان کیتینگ)                      | "او بیجوو دو خون آشام"              |
| 2002 | "او وو دا کیرا"                                           | "سوکسا ایوس دوندز" ۲: "نه راه فادا" |
| 2002 | "کِندو اَ جِنِتَ آَما اَپَرَالِر" (feat. (تیاجو فراگوسو) )          | "سوکسا ایوس دوندز" ۲: "نه راه فادا" |
| 2003 | "چاکلاتی کم پیمتا"                                        | شکلات و پیمتا                       |
| 2007 | "کونتروتا اسینادو"                                        | پیکادو                              |
| 2007 | "هر دقیقه"                                                | پیکادو                              |
| 2012 | "آنجو"                                                    | جنگ دو سکس                          |
| 2013 | "در چشم تو" (فیت) آنتونیو ایودی (فوتبالیست آنتونیو ایودی) | جنگ دو سکس                          |
| 2018 | "یک حقیقت"                                                | او زمان متوقف نمی‌شود                |
| 2019 | " پسر (چرا میخوای منو آبی کنی) "                          | ورادو ۹۰                            |